# Cristian Bărbuț
Cristian Bărbuț (sinh ngày 22 tháng 4 năm 1995) là một cầu thủ bóng đá người România thi đấu ở vị trí tiền vệ phải cho Universitatea Craiova.

## Sự nghiệp câu lạc bộ
Bărbuț ghi bàn trong màn ra mắt tại Liga I vào ngày 19 tháng 7 năm 2013, thi đấu cho ACS Poli Timișoara trong chiến thắng 2-0 trước kình địch Dinamo București.